# Gradient prędkości
Gradient prędkości – (ang. velocity gradient) – wielkość tensorowa wyrażająca pochodną przestrzenną wektora prędkości względem wektora położenia.

## Definicja
Gradient prędkości jest polem tensorowym drugiego rzędu zdefiniowanym jako pochodna przestrzenna wektorowego pola prędkości względem wektora położenia:
{\displaystyle L_{ik}\;{\stackrel {\mathrm {df} }{=}}\;{\frac {\partial v_{i}(x_{j})}{\partial x_{k}}},}
gdzie:
{\displaystyle v_{i}} – wektor prędkości,
{\displaystyle x_{k}} – wektor położenia.

## Własności
Pojęcie gradientu prędkości jest często mylone z pojęciem szybkości deformacji lub szybkości ścinania. Są to jednak dwa różne pojęcia o odmiennych konotacjach. W przeciwieństwie do szybkości ścinania gradient prędkości nie jest niezmienniczy względem obrotów układu współrzędnych, nie wyraża zatem żadnego rodzaju deformacji postaciowej. Niezerowy gradient prędkości powstaje np. przy sztywnym obrocie ciała wokół jego osi. Mimo iż ciało nie ulega wówczas żadnej rzeczywistej deformacji, niezerowy gradient prędkości sugeruje, że taka deformacja w istocie powstała. Dlatego też gradient prędkości nie powinien być stosowany jako jakakolwiek miara deformacji ciała w sensie fizykalnym. Do tego celu służy szybkość deformacji oraz szybkość ścinania.
Między gradientem prędkości a szybkością ścinania zachodzi związek:
{\displaystyle L_{ik}=D_{ik}+W_{ik},}
gdzie:
{\displaystyle D_{ik}} – tensor szybkości deformacji,
{\displaystyle W_{ik}} – tensor rotacji prędkości.
W przypadku, gdy deformacja postaciowa ciała nie zachodzi, gradient prędkości wyraża samą rotację prędkości.

## Literatura
- Aris R.: Vectors, Tensor, and the Basic Equations of Fluid Mechanics, Prentice-Hall, Englewood Cliffs 1962.
- Truesdel C, Noll W.: The Non-Linear Flield Theories of Mechanics, in: Handbuch der Physik, herausgegeben von S. Flügge und C. Truesdell, Bd. III/3, Berlin – Heidelberg – New York 1965.